# Typhlodromus hadzhievi
Typhlodromus hadzhievi är en spindeldjursart som först beskrevs av Abbasova 1970.  Typhlodromus hadzhievi ingår i släktet Typhlodromus och familjen Phytoseiidae. Inga underarter finns listade i Catalogue of Life.